# Планковский заряд
Пла́нковский заря́д (обозначается {\displaystyle q_{\text{P}}}) — единица измерения электрического заряда в планковской системе единиц. Планковский заряд определяется как
 :
{\displaystyle q_{\text{P}}={\sqrt {4\pi \varepsilon _{0}\hbar c}}={\sqrt {2ch\varepsilon _{0}}}={\frac {e}{\sqrt {\alpha }}},}
где:
{\displaystyle c} — скорость света в вакууме,
{\displaystyle h} — постоянная Планка,
{\displaystyle \hbar \equiv {\frac {h}{2\pi }}} — редуцированная постоянная Планка или постоянная Дирака,
{\displaystyle \varepsilon _{0}} — диэлектрическая постоянная,
{\displaystyle e} — элементарный заряд,
{\displaystyle \alpha \approx 1/137,035\,999\,138} — постоянная тонкой структуры.
В некоторых системах измерения (например, Гаусовская СГС), где {\displaystyle 4\pi \varepsilon _{0}=1}, планковский заряд {\displaystyle q_{\text{P}}} получает простую форму:
{\displaystyle q_{\text{P}}={\sqrt {\hbar c}}.}
В единицах СИ:
{\displaystyle q_{\text{P}}} = 1,87554⋅10−18 кулон.
Планковский заряд приблизительно в 11,706 раз больше по модулю, чем элементарный электрический заряд (заряд электрона).